# Seznam predavateljev na Fakulteti za varnostne vede v Ljubljani
Seznam predavateljev na Fakulteti za varnostne vede v Ljubljani.

## A
- Igor Areh
- Branko Ažman
- Andrej Anžič

## B
- Igor Belič
- Aleš Bučar Ručman[1]
- Ivan Bele
- Igor Bernik
- Borut Bohte
- Franci Brinc
- Branko Celar

## Č
- Tomaž Čas
- Milan Čoh

## D
- Jaka Demšar
- Zlatan Dežman
- Bojan Dobovšek
- Katja Drobnič
- Anton Dvoršek

## F
- Benjamin Flander
- Andrej Fištravec

## G
- Marko Gašperlin
- Janez Golja
- Vinko Gorenak

## J
- Peter Jeglič
- Jože Jesenko

## K
- Sonja Kotnik
- Zoran Kanduč
- Božidar Koren
- Srečko Krope
- Slavko Kurdija

## L
- Branko Lobnikar

## M
- Gorazd Meško
- Darko Maver (zaslužni profesor UM)
- Miran Mitar
- Dušan Mikuš
- Maja Modic

## P
- Milan Pagon
- Iztok Podbregar
- Zoran Pavlovič
- Anton Perenič
- Dragan Petrovec
- Adam Purg

## S
- Andrej Sotlar
- Polona Selič

## T
- Bojan Tičar

## U
- Peter Umek (zaslužni profesor UM)

## V
- Urban Vehovar
- Bojana Virjent
- Milan Vršec

## Z
- Bojan Zorec
- Boštjan M. Zupančič
- Igor Zupančič
- Milan Zver

## Ž
- Miroslav Žaberl
- Franc Žibert
- Ljubo Zajc
- Boris Žnidarič